# جوزيف بارات كورنيل
جوزيف بارات كورنيل (بالإنجليزية: Joseph Bharat Cornell)‏ هو عالم طبيعي أمريكي، ولد في القرن العشرين.